# A Child's Stratagem
A Child's Stratagem é um filme mudo norte-americano de 1910, do gênero drama, dirigido por D. W. Griffith e escrito por Belle Taylor. O filme foi produzido e distribuído por Biograph Company.